# Luis González y González
Luis González y González (San José de Gracia, Michoacán; 11 de octubre de 1925-San José de Gracia, 13 de diciembre de 2003) fue un historiador, escritor y académico mexicano. Se considera el fundador de la microhistoria en México. Su obra más famosa es Pueblo en vilo, una historia sobre su pueblo natal. 
Fue catedrático en El Colegio de México en el que fue director del Centro de Estudios Históricos en dos ocasiones; hasta que finalmente fundó El Colegio de Michoacán, del que fue su primer director entre 1979 y 1985. Fue miembro de El Colegio Nacional y la Academia Mexicana de la Historia, que dirigió entre 1988 y 1996, y miembro corresponsal de la Academia Mexicana de la Lengua.

## Carrera académica
Luis González y González realizó estudios de derecho en la Universidad Autónoma de Guadalajara; de Historia en El Colegio de México y en la Facultad de Filosofía y Letras de la Universidad Nacional Autónoma de México, y de posgrado también en historia en la Sorbona de París. Asistió a la Escuela Nacional de Antropología e Historia y al Collège de France. 
Dictó cátedra en varias de las universidades mencionadas y como profesor permanente de El Colegio de México. Fue también director del Centro de Estudios Históricos de El Colegio de México, fundador de El Colegio de Michoacán, que dirigió por seis años, e Investigador Emérito del Sistema Nacional de Investigadores de México.
Fue miembro de la Academia Mexicana de la Historia, correspondiente de la de España, ocupó el sillón 6 de 1972 a 2003, que dirigió de 1988 a 1996. Fue miembro correspondiente en el extranjero de la Académie des Sciences, Agriculture, Arts et Belles Lettres de Aix en Provence, Francia, desde 1974. Fue elegido miembro de El Colegio Nacional, ingresó el 8 de noviembre de 1978 con el discurso "La historia académica y el rezongo del público", de la cual fue contestado por el doctor Silvio Zavala. Ingresó a la Academia Mexicana de la Lengua, el 9 de julio de 1987, como miembro correspondiente.
Con la finalidad de estimular la investigación en Ciencias Sociales y Humanidades y la formación de estudiantes de licenciatura, el Colegio de Michoacán otorga el Premio Luis González y González a la mejor tesis de licenciatura.
Su área en especial, la historia de la Revolución mexicana y del presidencialismo mexicano, corresponde a algunos de sus estudios más destacados. Publicó artículos sobre la historia de América, sobre la América indígena, Vuelta, Nexos y Cahiers de l'Histoire Mondiale. Director de Historia Mexicana y Humanitas. Lo mismo que diferentes colaboraciones para enciclopedias y diccionarios especializados, en español y otros idiomas.[cita requerida]
Se distinguió como maestro de los actuales historiadores nuevos de México, y formó una forma nueva de hacer historia, sobre todo en el relato de los acontecimientos y las reflexiones y explicaciones con que el historiador los acompaña. 

## Condecoraciones
- Premio Nacional de Historia, Ciencias Sociales y Filosofía de 1983.[5]
- Gran Cruz de Alfonso X el Sabio por el rey Juan Carlos I de España en 1999.
- Doctor honoris causa por la Universidad Michoacana de San Nicolás de Hidalgo en 2001.
- Medalla Belisario Domínguez del Senado de la República en 2003.
- Becario del gobierno de Francia.
- Becario de la Fundación Rockefeller.

## Publicaciones principales
- El indio en la era liberal
- El oficio de historiar
- Invitación a la microhistoria (1972)
- La magia de la Nueva España
- La querencia (1982)
- La ronda de las generaciones
- Los artífices del cardenismo (1978)
- Los días del presidente Cárdenas (1981)
- Galería de la Reforma
- Jerónimo de Mendieta. Vida y pasión
- La economía mexicana en la época de Juárez
- Nueva invitación a la microhistoria
- Pueblo en vilo. Microhistoria de San José de Gracia (1968)
- Todo es historia
- La historia académica y el rezongo del público
- Tres maneras de la crónica
- El regreso de la crónica
- El Congreso de Anáhuac (1963)
- Los balances periódicos de la Revolución Mexicana
- La tierra donde estamos (1971)
- Liberalismo triunfante (1975)
- Zamora (1978)
- Sahuayo (1979)
- Michoacán lagos azules y fuertes montañas (1980)
- La ronda de las generaciones (1984)
- Los protagonistas de la Reforma y la Revolución Mexicana
- Once ensayos del tema insurgente
- Los presidentes de México ante la nación
- San José de Gracia, Michoacán
- Daniel Cosío Villegas, caballero águila de la Revolución
- Historia moderna de México (coord. Daniel Cosío Villegas) / La República Restaurada / La vida social
- Viaje por la historia de México
- De maestros y colegas
- El liberalismo triunfante
- Matria & Patria, La revolución sutil de Luis González (2015), El Colegio de Jalisco/ Ariel [Jacques Lafaye edit., sacado de un homenaje de 2013, diez años después de morir el autor].